# Caecum glabella
Caecum glabella is een slakkensoort uit de familie van de Caecidae. De wetenschappelijke naam van de soort is voor het eerst geldig gepubliceerd in 1868 door A. Adams.